# 五月十七
五月十七，农历五月第十七天。

## 逝世
- 226年，三国曹魏文帝黄初七年 — 魏文帝曹丕

## 节假日和习俗
- 蕭府太傅蕭望之誕辰。

## 参看
- 日历
- 五月十五 - 五月十六 - 五月十七 - 五月十八 - 五月十九
- 四月十七 - 五月十七 - 六月十七
- 正月 - 二月 - 三月 - 四月 - 五月 - 六月 - 七月 - 八月 - 九月 - 十月 - 十一月 - 腊月
- 公历5月17日